# 張廷範
張廷範（9世纪—906年），唐代贝州清河縣人，出生年份不詳。其好書法，特別是草書。其行書從歐陽詢流派。早年以演劇維生，後受朱溫寵幸並受其提拔，先後擔任優人、宋州刺史、武宁节度使、御營使、金吾衛、河南尹、太常卿。天祐二年（西元905年），因遭誣告涉嫌密謀復興唐朝一事遭當時已控制唐室的朱溫貶官，並於天祐三年（西元906年）正月於洛陽行車裂之刑。

## 生平
張廷範早年擔任優伶，主要的表演領域為演劇。優伶，又稱伶人，泛指地方上從事音樂、戲劇相關者，即現今之演藝人員。後受朱溫所喜好而仕優人。優人或稱伶官，乃從事演藝事業相關之人員，受朝中有權之人賞識而得官者。
朱溫得唐僖宗赐名朱全忠，在結識張廷範時，是宣武军节度使。光启三年（887年）朱全忠派遣内客将张廷範向杨行密传达朝廷的命令，任命杨行密为淮南节度副使。文德元年（888年）张廷範到达广陵，杨行密以隆重的礼节接待他；等到听说李璠要来做淮南留后，便很不满。张廷範秘密派人告诉朱全忠，应当亲自率领大军赶赴广陵，朱全忠听从了他的意见；朱全忠到达宋州时，张廷範从广陵逃来，说：“杨行密不便谋取。”
景福二年（893年）朱全忠兼并徐州感化军节度使时溥，朱全忠委任宋州刺史张廷範主持感化留后事宜，奏请朝廷任命文臣做节度使。乾宁元年（894年）六月初三，朝廷根据朱全忠的请求，任命宋州刺史张廷範为武宁节度使（感化军改为武宁军）。
這時，唐朝皇帝唐昭宗有名無實，朱溫进入关中，击败李茂贞，成为實際上唐室的掌權者，也因此，張廷範以朱溫所愛，權力自然也不小。天复三年（903年）二月，朱全忠返回汴州，奏请留步、骑兵一万人在原神策左右两军营署，以朱友伦担任左军宿卫都指挥使，又任命汴州将领张廷範为宫苑使，王殷为皇城使，蒋玄晖充会街使。于是，朱全忠的党羽布列遍及宫禁宿防及京辅各处。
天祐元年（904年）正月，生活於汴州的朱溫因時任宰相崔胤欲暗中反对他，便派留守长安的张廷範將崔胤殺於長安城。更進而逼迫昭宗遷都於在其掌控之下的东都洛陽，也就是今天的洛陽市，並毀棄長安城。而在昭宗移駕時，朱溫派系者也為其護送，張廷範即其中之一。新唐書稱此時張廷範官遷御營使。御營使為皇帝出巡，護送在其身旁的官員。
後因擔任隨從一事，於同年受提拔為金吾衛將軍。金吾衛軍分左、右金吾衛，負責指揮朝中禁衛軍。張廷範應被編入右金吾衛，因時任右金吾衛大將軍者就是朱溫。又於同年授官河南尹，負責管理河南府，官居三品。而當時都城洛陽正位於河南府中，可見張廷範權力之大。後亦加封其為太常卿，掌管太常寺，主掌皇室宗廟禮儀。
天祐元年八月，朱溫遣其義子朱友恭（本名李彥威）與氏叔琮前往洛陽殺唐昭宗。後朱溫得知昭宗死，假裝震驚，大哭道：「奴輩（朱友恭）負我，令我受惡名於萬代。」並命張廷範殺朱友恭。朱友恭临死时说张廷範不久也会有这样的下场。

### 被杀
天祐二年（905年），朱溫圖謀篡奪唐室之位，並為了將篡位一事合理化，控制時任皇帝唐哀帝為其加九錫。加九錫指自漢朝以來，皇帝會將九樣通常為天子所使用之物品賜與有功之臣，乃皇帝給臣子最上等的禮遇。時任太常卿的張廷範與樞密使蔣玄暉認為朱溫尚未平定天下，不宜操弄皇帝為其加九錫一事。朱溫因而感到不悅。另一方面，身为太常卿，张廷範一直在积极筹办郊礼，朱温也为此不快，郊礼也因而一再推迟。朱温因而對張廷範與蔣玄暉積怨在心。
而時任宣徽副使的王殷、趙殷衡謀劃取代蔣玄暉已久，便藉此機會誣告蔣、張二人與宰相柳璨刻石像，埋於當時的皇太后何太后之居所積善宮，反对加九锡是为了延長唐朝國祚；三人又更對何太后焚香，盟誓復興唐室。朱溫得知此事大怒，誅殺蔣玄暉。王、趙二人又誣告何太后私通蔣玄暉。於是十二月朱溫便命兩人暗中絞殺何太后，並以哀帝名义下诏對外聲稱太后乃与蒋玄晖私通事发后負罪自殺，追废太后为庶人。又將宰相柳璨貶為登州刺史，張廷範貶為萊州司戶參軍。並於宣布貶官後第二日，下令將柳璨斬首，張廷範車裂於都城洛陽。郊礼也以太后因卷入丑闻而死为由停办。朱溫藉此殺雞儆猴，以鞏固自己的地位。

## 後世評價
後世對張廷範之評價多為負面。
《新五代史‧卷三十五》〈唐六臣傳第二十三〉序中稱張廷範為嬖吏。嬖，賤而獲幸也。序中亦提到時任宰相裴樞認為唐朝太常卿多任官於清流者，而張廷範並不適任。後朱溫因為此事，強加莫須有之罪於反對該事之諸多朝臣，將其貶官並誅殺。撰者歐陽脩將此事歸咎於張廷範，視其為「庸懦不肖、傾險獪猾、趨利賣國之徒也」。《資治通鑑‧卷二百六十五》也提到此事。
《新唐書‧卷二百二十三下》〈列傳第一百四十八下‧姦臣下〉將張廷範列入其中。